# Герб Эланда
Герб Эланда (швед. Ölands vapen) — символ исторической провинции (ландскапа) Эланд, Швеция. Также используется как элемент герба современного административно-территориального образования лена Кальмар.

## История
Герб ландскапа известен из описания похорон короля Густава Вазы 1560 года. Первое изображение обнаружено в рукописи 1562, на котором олень имеет иную окраску рогов.
В 1569 году для Аландских островов принят герб с двумя оленями на усыпанном розами синем поле. Это привело к ошибке при пересмотре гербов 1884 года и этот герб был утвержден для Эланда. Только 1944 эта ошибка исправлена и восстановлен первоначальный вид герба провинции, а оленю добавлен красный ошейник (для отличия от символа Аландских островов).

## Описание (блазон)
В лазоревом поле золотой олень с червлеными рогами, ошейником, языком и копытами.

## Содержание
Герб ландскапа может увенчиваться герцогской короной.

Герб ландскапа Эланд (1884-1944 годов)
Герб ландскапа с герцогской короной